# 佐藤裕紀
佐藤 裕紀（さとう ひろき、1964年 - ）は、日本のアニメプロデューサー、ガイナックスの元取締役。大阪府堺市生まれ。

## 来歴
SFグッズショップゼネラルプロダクツ時代は公務員を経て東京店店長として働いていた。（それ以前にもDAICON FILM（ダイコンフィルム）の活動に参加していた。）
ガイナックスと合併後はキャラクターグッズの商品化窓口や広報を担当。社会ブームを巻き起こした『新世紀エヴァンゲリオン』放映当時は広報部部長を務めており、気迫のこもった宣伝活動を展開した。
その後は『彼氏彼女の事情』、『フリクリ』などでアニメーションプロデューサーを担当、2001年にガイナックスの取締役（映像企画担当）に就任。以後も同社作品に多く携わっている。

## 携わった主な作品
- 新世紀エヴァンゲリオン（広報）
- 彼氏彼女の事情（アニメーション制作プロデューサー→監督、脚本、彩色・切り出し）
- フリクリ（プロデューサー）
- まほろまてぃっく（プロデューサー）
- これが私の御主人様（プロデューサー）
- トップをねらえ!2（アニメーションプロデューサー）